# Crysis
Crysis je znanstvenofantastična prvoosebna strelska videoigra, ki jo je razvilo nemško podjetje Crytek Frankfurt in založilo ameriško podjetje Electronic Arts. Izšla je 16. novembra 2007 samo za operacijski sistem Microsoft Windows. Je prva od treh načrtovanih iger, ki bodo sestavljale trilogijo. Ločena igra, naslovljena Crysis Warhead je izšla 12. septembra 2008, njena zgodba spremlja dogodke podobne tistim iz Crysis, le iz druge pripovedovalne perspektive. Igre Crysis, Crysis Warhead in večigralski dodatek imenovan Crysis Wars so izšli skupaj kot komplet iger, naslovljen Crysis Maximum Edition, 5. maja 2009.
Dogajanje igre je postavljeno v prihodnost, ko je pod otokom blizu obale vzhodnih Filipinov odkrito starodavno vesoljsko plovilo. Enoigralska kampanja postavi igralca v vlogo Jacka Dunna, pripadnika ameriške enote Delta Force, ki ga v igri drugi ameriški vojaki kličejo z njegovim kodnim imenom Nomad. Nomad je oborožen z raznimi futurističnimi orožji in opremo. Najbolj opazna je tako imenovana »Nano Muscle Suit« (slovensko: Mišična nano obleka), ki ima navdih po vojaškem konceptu iz resničnega življenja. Igralec se bori proti Severnim Korejcem in nezemeljskim sovražnikom v treh različnih okoljih. Ti so tropska otoška džungla, vesoljska ladja, v kateri ni težnosti, in ameriška letalonosilka.
Igra Crysis je bila dobro sprejeta med kritiki, vendar se je na začetku prodajala slabše kot so napovedovali. Pri Electronic Arts so kasneje objavili, da so zadovoljni s prodajo igre, saj so po njihovih podatkih prodali že več kot milijon in pol izvodov igre po vsem svetu.

## Igranje
Kot pri Crytekovi prejšnji igri Far Cry, je tudi ta prvoosebna strelska igra z odprtim koncem in mnogimi možnostmi za dokončevanje nalog.
Igralec igra s pripadnikom posebnih enot Nomadom, čigar orožja se lahko prirejajo, ne da bi pri tem ustavljali tok igre. Prireja lahko na primer način streljanja, menjava razne vrste teleskopskih vizirjev ali dodaja dušilce zvoka. Igralec lahko tudi izbira med raznimi načini delovanja njegove »Nano Muscle Suit«, ki jim sledi izraba njene energije. Ko je ta brez energije, ne more delovati v nobenem načinu delovanja in dokler se energija ne povrne je igralec močno ranljiv proti poškodbam od strelov. Igralec lahko izbira med štirimi načini delovanja. Prvi je »Armor« (slovensko: Oklep), ki poveča odpornost proti poškodbam od strelov in hitreje povrača energijo. Drugi je »Strength« (slovensko: Moč), ki omogoča močnejše udarce v boju mož na moža, višje skakanje in bolj natančno streljanje. Tretji je »Speed« (slovensko: Hitrost), ki poveča hitrost pri teku in plavanju. In četrti je »Cloak« (slovensko: Plašč), ki naredi Nomada skoraj povsem nevidnega in naredi zvoke njegovih korakov skoraj povsem neslišne.
Oblekina notranja maska ima svoj lasten zaslon, ki prikazuje tipične podatke v katerih je vključen taktični zemljevid, zdravje, trenutni nivo energije obleke in podatki o trenutno opremljenem orožju. Zaslon je povsem elektronski in se prikazuje tudi takrat, ko se zaganja in ko ga kaj moti, kot neke vrste elektronska motnja. Še posebej uporabno orodje je to, da lahko deluje tudi kot daljnogled, ki omogoča igralcu povečavo slike in dodajanje zaznamkov na sliko, ki omogočajo lažje sledenje določenim tarčam.
Igralec se lahko sooči s sovražnikom na veliko možnih načinov. Lahko uporabi pritajenost ali močan napad, lahko uporabi naboje ali nenevarna pomirjevala, puške z daljšim dometom ali strojnice s krajšim dometom in tako naprej. Sovražni vojaki uporabljajo strateške manevre in delajo kot skupine. Sovražni vojaki se bodo odzvali na zvok, ki ga je ustvaril igralec, če je po nesreči ali namerno. Če igralec še ni bil opažen v okolju, bodo sovražnikovi vojaki delovali sproščeno. Vendar, če je igralec opažen v okolju, se bodo oborožili in postali pripravljeni na napad.

## Sistemske zahteve
Windows XP
2,8GHz Intel Pentium 4
1GB RAM
12GB HDD
GPU DirectX 9.0c 256MB
SPU DirectX 9.0c
Internetna povezava 1Mbit/s